# Le Visage du crime
Le Visage du crime (Everything She Ever Wanted) est un téléfilm canadien réalisé par Peter Svatek et diffusé en deux parties aux États-Unis les 14 et 15 novembre 2009 sur Lifetime Movie Network.

## Fiche technique
- Titre original : Everything She Ever Wanted
- Réalisation : Peter Svatek
- Scénario : Michael Vickerman, d'après le roman d'Ann Rule
- Durée : 180 minutes
- Pays :  Canada

## Distribution
- Gina Gershon (VF : Danièle Douet) : Pat Allanson[2]
- Rachel Blanchard (VF : Dominique Vallée) : Rachel Reede[2]
- Ryan McPartlin (VF : Stéphane Pouplard) : Tom Allanson[2]
- Gabriel Hogan (VF : Axel Kiener) : Dan Hollister
- Jessica Harmon (VF : Marie Zidi) : Debbie
- Lawrence Dane : George Allanson
- Martin Donovan (VF : David Kruger) : Charles
- Victor Garber (VF : Marcel Guido) : Walter Allanson[2]
- Tom Barnett : Pete Gilbert
- Laura de Carteret (VF : Nathalie Régnier) : Jennifer Greene
- Corinne Conley (VF : Danièle Hazan) : Nona Allanson
- Tracey Ferencz : Florence Hackett
- Jessica Greco : Angela
- Michael Nye : Jeremy Reede
- Kathy Maloney : Présentatrice
- Chick Reid : Carolyn Allanson
- Martin Roach (VF : Frantz Confiac) : lieutenant Mark Edwards
- Chad Willett (en) : Phil Reede
- Jean Yoon (en) : Responsable de la banque
- Marvin Karon : Médecin de famille
- Jane Moffat (VF : Pauline Larrieu) : Tante Darlene
- Philip Nessel : Edgar
- Helen Taylor : Docteur à l'hôpital